# Юрищев, Алексей Сергеевич
Алексе́й Серге́евич Юри́щев (род. 20 октября 1978, Новомосковск, Тульская область) — российский футболист, защитник и полузащитник; тренер.

## Карьера
Первой профессиональной командой Юрищева стал «Луч», впоследствии реорганизованный в фарм-клуб тульского «Арсенала». После года выступлений за главную команду «оружейников» заключил долгосрочный контракт с московским «Торпедо». В элите российского футбола провёл лишь один матч. В игре со столичным «Динамо» (1:1) в «Лужниках» Юрищев вышел на замену на 56-й минуте вместо Константина Зырянова, а через 22 минуты был заменён Максимом Аристарховым.
В последующие годы выступал в Туле, Екатеринбурге, Новомосковске, Донском, Лобне, Серпухове и Калуге. В 2012 году играл в первенстве Тульской области за СКА из посёлка Каменецкий.
Окончил Тульский государственный университет (2000).